# Micrathyria paruensis
Micrathyria paruensis – gatunek ważki z rodziny ważkowatych (Libellulidae). Występuje na terenie Ameryki Południowej.